# می دیز مینور
می دیز مینور (انگلیسی: E-sharp minor) با مخفف (E♯m) یک گام مینور بر پایهٔ نت می دیز است.

## تعریف
گام می دیز مینور بر سه نوع : مینور تئوریک (طبیعی)، مینور هارمونیک و مینور ملودیک استوار است و گام بزرگ نسبی آن، سل دیز ماژور است و دارای شش علامت دیز و یک علامت دوبل دیز در سرکلید است.
- نت‌های گام می دیز مینور طبیعی به ترتیب عبارتند از : می دیز، فا دوبل دیز، سل دیز، لا دیز، سی دیز، دو دیز، ر دیز و اکتاو.

Audio playback is not supported in your browser. You can download the audio file.
- در گام می دیز مینور هماهنگ (یا می دیز مینور هارمونیک)، نت «ر دیز» نیم پرده کروماتیک به بالا تغییر می‌کند.

Audio playback is not supported in your browser. You can download the audio file.
- در صورتی که درجات ششم و هفتم در حالت بالا رونده نیم پرده کروماتیک به بالا تغییر کند و در حالت پایین رونده به حالت اصلی خود برگردد، می دیز مینور نغمگی (یا می دیز مینور ملودیک) شکل می‌گیرد.

Audio playback is not supported in your browser. You can download the audio file.